# 故事里的中国
《故事里的中国》是中国中央电视台综合频道播出的一档季播文化节目。节目由董卿主持，每期以一个经典作品为主题，通过“戏剧+影视+综艺”等多种艺术形式，向观众重现经典。节目于2019年10月13日起每周日20:00首播。第二季节目于2020年11月7日起每周六20:00首播。第三季节目于2021年11月21日起每周日20:00首播

## 节目形式
每期《故事里的中国》节目会选取一个中华人民共和国成立70年以来的现实主义题材文艺作品，通过“戏剧+影视+综艺”等多种艺术形式向观众重现经典。其中戏剧演绎部分的时长为30分钟，由近代知名演员进行现代化的演绎。为了表达对经典和历史的敬意以及对艺术的尊重，节目组还设置了“围读会”环节，叙述创作过程。

## 每期内容

### 第一季
| 期数 | 首播日期       | 主题               | 访谈嘉宾 | 表演嘉宾 |
| ---- | -------------- | ------------------ | --- | --- |
| 1    | 2019年10月13日 | 《永不消逝的电波》 | 袁霞（电影《永不消逝的电波》主演） 李立立（李白烈士之孙） 苏采青（原西柏坡报务员） | 胡歌（饰演李侠） 刘涛（饰演何兰芬）                                                                                 |
| 2    | 2019年10月20日 | 《平凡的世界》     | 厚夫（《路遥传》作者） 李野墨（《平凡的世界》广播演播者） 周里京（电影《人生》的主演） 毛卫宁（电视剧《平凡的世界》导演） 曹谷溪（路遥挚友）                                                          | 郭涛（饰演孙少安） 杜淳（饰演孙少平） 王一楠（饰演贺秀莲） 薛佳凝（饰演田晓霞）                                     |
| 3    | 2019年10月27日 | 《林海雪原》       | 曲毳毳（《林海雪原》作者曲波的女儿） 童祥苓（扮演杨子荣的京剧演员） 高森（杨子荣战友） 张道敬（杨子荣战友） 杨克武（杨子荣亲属）                                                                      | 倪大红（饰演座山雕） 李光洁（饰演杨子荣） 吴彼（饰演栾平）                                                          |
| 4    | 2019年11月3日  | 《白毛女》         | 孟于（《白毛女》“喜儿”扮演者） 郭兰英（歌剧《白毛女》扮演者） 石钟琴（中国芭蕾舞剧“喜儿”的扮演者） 贺敬之（歌剧《白毛女》的主要编剧） 森下洋子（芭蕾舞“喜儿”扮演者） 清水哲太郎（松山芭蕾舞团总代表） | 雷佳（饰演喜儿） 张英席（饰演王大春） 高鹏（饰演杨白劳）                                                            |
| 5    | 2019年11月10日 | 烈火中永生         | 胡波（《红岩》作者罗广斌女儿） 罗际（罗广斌孙子） 马识途（作家、革命家） 彭壮壮（“江姐”原型江竹筠孙子）                                                                                               | 陈数（饰演江姐） 刘烨（饰演许云峰） 公磊（饰演徐鹏飞）                                                              |
| 6    | 2019年11月17日 | 焦裕禄             | 穆晓方（穆青之子） 王冀邢（电影《焦裕禄》导演） 焦守云（焦裕禄二女儿） 余音（焦裕禄外孙） 魏善民（“焦桐”守护人）                                                                                      | 王洛勇（饰演焦裕禄） 代乐乐（饰演徐俊雅） 岳旸（饰演马副主任）                                                      |
| 7    | 2019年11月24日 | 《横空出世》       | 胡仁宇（中国工程物理研究院原院长） 张旅天（张蕴钰的儿子） 陈国星、彭继超（电影《横空出世》的主创代表） 游泽华（邓稼先警卫员）                                                                         | 郑恺（饰演陆光达） 张桐（饰演冯石） 唐旭（饰演陈志忠） 范志博（饰演王茹慧） 张奕聪（饰演李一凡） 王艺潇（饰演马兰） |
| 8    | 2019年12月1日  | 《凤凰琴》         | 刘醒龙（《凤凰琴》原著作者） 胡清汝（四代乡村教师） 胡亮（四代乡村教师） | 辛柏青（饰演余校长） 吴谨言（饰演张英子） 许文广（饰演张英子舅舅） 郭秋成（饰演邓有梅）                             |
| 9    | 2019年12月8日  | 《渴望》           | 鲁晓威（《渴望》导演） 张凯丽（《渴望》刘慧芳扮演者） 杨青（《渴望》主演） 孙松（《渴望》主演） 孙玉晴（现实版“小芳”）                                                                                | 闫妮（饰演刘慧芳） 涂松岩（饰演王沪生） 李文玲（饰演刘大妈） 李乃文（饰演宋大成）                                   |
| 10   | 2019年12月22日 | 《人到中年》       | 杨幸媛（电影《人到中年》导演之一孙羽夫人） 潘虹（《人到中年》主演） 达式常（《人到中年》主演） 宋广瑶（现实版“陆文婷”） 谭天秩（现实版“陆文婷”丈夫）                                                  | 左小青（饰演陆文婷） 郭晓东（饰演傅家杰） 吕静（饰演姜亚芬） 王鑫（饰演刘学尧）                                     |
| 11   | 2019年12月29日 | 《青春万岁》       | 王蒙（小说《青春万岁》作者） 蔡国庆（电影《青春万岁》主演） 施天音（电影《青春万岁》主演） 徐枫（中央戏剧学院教授） 毛培琳、朱雪清、曹璐（首届“保尔班”的三位同学）                                    | 李兰迪（饰演杨蔷云） 姜梓新（饰演李春） 胡可女（饰演郑波） 臧洪娜（饰演吴长福）                                     |
| 12   | 2020年1月5日   | 《红高粱》         | 莫言（小说《红高粱》作者） 朱伟（电影《红高粱》编剧之一） 顾长卫（电影《红高粱》摄影师） 郑晓龙（电视剧《红高粱》导演）                                                                               | 蒋欣（饰演九儿） 邢佳栋（饰演余占鳌）                                                                               |

### 第二季
| 期数 | 首播日期       | 主题               | 访谈嘉宾 | 表演嘉宾 |
| ---- | -------------- | ------------------ | --- | --- |
| 1    | 2020年10月2日  | 《扶贫路上》       | 田沁鑫（歌剧《扶贫路上》导演） 黄忠杰（黄文秀之父） 黄爱娟（黄文秀姐姐） | 钟楚曦（饰演黄文秀） 钱波（饰演黄文秀父亲） 余皑磊（饰班智瑞） 高晓攀（饰周昌国）                                           |
| 2    | 2020年11月8日  | 《英雄儿女》       | 毛白鸽（毛烽之女） 赵新民（抗美援朝烈士赵先有之孙） 齐金炳（抗美援朝老战士） 刘杰（抗美援朝老战士） 曹家麟（抗美援朝老战士） 邓其昌（抗美援朝老战士）                                                                     | 于毅（饰演王成） 姜梓新（饰演王芳） 沈保平（饰演王文清） 吕毅（饰演王成父亲）                                               |
| 3    | 2020年11月14日 | 《钟南山》         | 钟南山（中国工程院院士，呼吸病学专家，“共和国勋章获得者”） 钟惟德（钟南山之子） 叶依（钟南山传记体作者） 苏越明（钟南山秘书） 张挪富（钟南山学生）                                                                        | 王学圻（饰演钟南山） 韩东君（饰演青年钟南山） 张凯丽（饰演李少芬） 李晓峰（饰演青年李少芬） 张晓谦（饰演苏越明）            |
| 4    | 2020年11月21日 | 《国家的孩子》     | 都贵玛（“人民楷模”国家荣誉称号获得者） 扎拉嘎木吉 (“国家的孩子”之一 ) 孙保卫 (“国家的孩子”之一 ) 乌可力 (乌兰夫之儿子 ) 乌兰辽娜 (乌兰夫之孙女) 周秉建 (周恩来之侄女) 萨仁托娅 (静静的艾敏河编剧) 宁才 (静静的艾敏河导演) | 关晓彤（饰演都贵玛） 郝平（饰演苏书记） 曾黎（饰演图雅）                                                                    |
| 5    | 2020年11月28日 | 《父母爱情》       | 刘敬（刘佐将军之长子） 刘军 (刘佐将军之次子) 刘军 (刘静之姐) | 董洁（饰演安杰） 李光洁（饰演江德福） 娄艺潇（饰演江亚菲）                                                                  |
| 6    | 2020年12月5日  | 《战“疫”中的青春》 | 张伯礼（“人民英雄”国家荣誉称号获得者） 张定宇 (“人民英雄”国家荣誉称号获得者) 刘丽 (援鄂医生) 张明明 (援鄂医生) | 丁禹兮（饰演魏澄） 王鸥（饰演陈晴） 李东学（饰演赵勇） 周放（饰演林一） 张佳宁（饰演孙小星） 董思怡（饰演张丹）             |
| 7    | 2020年12月12日 | 《国歌》           | 吴子牛（电影《国歌》导演） 司徒恩湄（司徒慧敏之女） 欧阳维（田汉之孙） 孙青山 (聂耳之侄外孙) | 王洛勇（饰演田汉） 王源（饰演聂耳）'                                                                                        |
| 8    | 2020年12月19日 | 《雷锋》           | 张赤（陈广生爱人） 陈又新（陈广生之子） 谢迪安（雷锋童年挚友） 余新元 (辽宁省军区鞍山军分区原副政委) 乔安山（雷锋战友） 乔婷娇（雷锋战友乔安山之孙女）                                                                    | 胡先煦（饰演雷锋） 黄俊鹏（饰演余政委） 宗平（饰演孟师傅） 王仁君（饰演万连长） 黄澄澄（饰演张思德） 张艺翰（饰演童年雷锋） |
| 9    | 2021年1月31日  | 《南仁东》         | 聂跃平（时任中科院遥感应用研究所科技处处长、研究员） 郭家珍（南仁东之妻） 王启明（FAST总工艺师） 姜鹏（FAST总工程师） 甘恒谦（FAST运行和发展中心高级工程师）                                                              | 成泰燊（饰演南仁东） 巩小榕（饰演郭家珍） 魏之皓（饰演童年南仁东）                                                          |
| 10   | 2021年2月7日   | 《青春之歌》       | | |

### 第三季
| 期数 | 首播日期       | 主题       | 访谈嘉宾                                                | 表演嘉宾 |
| ---- | -------------- | ---------- | ------------------------------------------------------- | --- |
| 1    | 2021年11月21日 | 《瞿独伊》 | 吴幼英（瞿独伊表妹） 陈楚三（瞿独伊狱中难友陈谭秋之子） | 关晓彤（饰演青年瞿独伊） 陈晓（饰演瞿秋白） 高露（饰演杨之华）                                                       |
| 2    | 2021年12月5日  | 《李宏塔》 | 李宏塔                                                  | 林永健（饰演老年李宏塔） 宋佳伦（饰演李大釗） 闵政（饰演李葆華） 高至霆（饰演青年李宏塔）                            |
| 3    | 2021年12月19日 | 《彭士祿》 | 昝雲龍 彭洁（彭士祿女儿）                               | 耿樂（饰演澎湃） 侯京健（饰演中青年彭士祿）                                                                          |
| 4    | 2022年1月2日   | 《張桂梅》 | 孙少兰 杨晶晶                                           | 艾麗婭（饰演張桂梅） 苏青（饰演江姐） 王莎莎（饰演青年張桂梅）                                                       |
| 5    | 2022年3月20日  | 《辛育齡》 | 馬國慶 刘德岩（辛育齡学生） 辛文（辛育齡之孙）          | 李光復（饰演老年辛育齡） 郭曉東（饰演中年辛育齡） 牛駿峰（饰演辛育齡） 谢瓦（饰演白求恩）                            |
| 6    | 2022年3月27日  | 《魏德友》 |                                                         | 杜源（饰演中老年魏德友） 吳彼（饰演青年魏德友） 張建新（饰演中老年刘景好） 趙秦（饰演青年刘景好） 閆學晶（饰演魏萍） |
| 7    | 2022年4月4日   | 《鍾揚》   | 张晓艳（鍾揚妻子） 鍾揚学生                             | 高亞麟（饰演鍾揚） 周顯欣（饰演张晓艳） 林江國（饰演扎西次仁） 洛桑群培（饰演琼次仁） 辛珏（饰演青年张晓艳）         |
| 8    | 2022年4月10日  | 《孫家棟》 |                                                         | 劉佩琦（饰演中老年孫家棟） 張若昀（饰演青年孫家棟）                                                                  |
| 9    | 2022年4月17日  | 《常香玉》 |                                                         | 唐藝昕（饰演常香玉） 馬迎春（饰演韓玉生） 王茂雷（饰演陳憲章） 徐衛（饰演张茂堂）                                    |
| 10   | 2022年4月24日  | 《毛相林》 |                                                         | 王雷（饰演毛相林） 赵毅（饰演黄会元）                                                                                |
| 11   | 2022年5月8日   | 《樊錦詩》 | 顾春芳（北京大学艺术学院教授）                          | 黄小蕾（饰演中青年樊錦詩） 奚美娟（饰演老年樊錦詩） 田雨（饰演常書鴻）                                               |

## 收视率
| 中国 中央电视台综合频道 首播收视率 |                |             |             |             |           |           |           |                                                          |
| 集數                               | 播出日期       | CSM59城市网 | CSM59城市网 | CSM59城市网 | CSM全国网 | CSM全国网 | CSM全国网 | 備註                                                     |
| 集數                               | 播出日期       | 收視率      | 收視份額    | 排名        | 收視率    | 收視份額  | 排名      | 備註                                                     |
| 1                                  | 2019年10月13日 | 0.97        | 3.538       | 3           | 0.88      | 3.73      | 3         |                                                          |
| 2                                  | 2019年10月20日 | 0.692       | 2.599       | 8           | 0.6       | 2.61      | 13        |                                                          |
| 3                                  | 2019年10月27日 | 0.735       | 2.629       | 8           | 0.6       | 2.52      | 10        |                                                          |
| 4                                  | 2019年11月3日  | 0.775       | 2.762       | 7           | 0.78      | 3.23      | 3         |                                                          |
| 5                                  | 2019年11月10日 | 0.886       | 3.219       | 7           | 0.74      | 3.16      | 5         |                                                          |
| 6                                  | 2019年11月17日 | 0.676       | 2.46        | 8           | 0.6       | 2.53      | 4         |                                                          |
| 7                                  | 2019年11月24日 | 未公布      | 未公布      | 未公布      | 0.66      | 2.79      | 4         |                                                          |
| 8                                  | 2019年12月1日  | 0.651       | 2.267       | 8           | 0.69      | 2.83      | 5         |                                                          |
| 9                                  | 2019年12月8日  | 未公布      | 未公布      | 未公布      | 0.8       | 3.44      | 3         |                                                          |
|                                    | 2019年12月15日 |             |             |             |           |           |           | 因播出纪录片《澳门二十年》及电视剧《澳门人家》，暂停播映 |
| 10                                 | 2019年12月22日 | 0.678       | 2.289       | 8           | 0.57      | 2.23      | 10        |                                                          |
| 11                                 | 2019年12月29日 | 未公布      | 未公布      | 未公布      | 0.49      | 1.96      | 8         |                                                          |
| 12                                 | 2020年1月5日   | 0.708       | 2.344       | 6           | 0.62      | 2.41      | 8         |                                                          |

1. 同时段或交叉时段主要节目：
  - 湖南卫视：《天天向上》
  - 浙江卫视：《同一堂課》
  - 東方卫视：《中國達人秀6》／《中国梦之声·我们的歌》
  - 江苏卫视：《新相亲时代》／《蒙面唱将猜猜猜 (第四季)》
2. 数据由广视索福瑞提供，调查范围为四岁以上之观众。
3. 以上收视排名包括央视在内。
4. 排名为週日晚间所有综艺节目的排名，并不一定为同一时段。
5. 资料来源：卫视这些事儿、TV未知数。

## 奖项与荣誉
| 年份 | 颁奖机构                 | 奖项               | 结果 |
| ---- | ------------------------ | ------------------ | ---- |
| 2020 | 第26届上海电视节白玉兰奖 | 最佳电视综艺节目奖 | 獲獎 |

## 评价
- 新华社国家高端智库学术委员会专职副主任、中国政法大学博士生导师陆小华评论：“《故事里的中国》不光是讲中国故事，更在追求解读中国人的精神密码，因而，可以成为向国际世界展示中国人民精神世界的媒介和手段”[4]。